# Montrevel-en-Bresse
Montrevel-en-Bresse je naselje in občina v jugovzhodnem francoskem departmaju Ain regije Rona-Alpe. Leta 1999 je naselje imelo 1.994 prebivalcev.

## Geografija
Kraj se nahaja v pokrajini Bresse 17 km severozahodno od Bourga.

## Administracija
Montrevel-en-Bresse je sedež istoimenskega kantona, v katerega so poleg njegove vključene še občine Attignat, Béréziat, Confrançon, Cras-sur-Reyssouze, Curtafond, Étrez, Foissiat, Jayat, Malafretaz, Marsonnas, Saint-Didier-d'Aussiat, Saint-Martin-le-Châtel in Saint-Sulpice z 12.416 prebivalci.
Kanton je sestavni del okrožja Bourg-en-Bresse.

## Zgodovina
V času Ancien Régime je bil kraj fevdalna posest družine La Baume, katere Florent-Alexandre-Melchior de La Baume, štirinajsti grof Montrevel (1734-1794) je bil njen poslednji predstavnik.

1. ↑  »Populations légales 2016«. Nacionalni inštitut za statistične in gospodarske raziskave. Pridobljeno 25. aprila 2019.